# Station Edinburgh Park
Station Edinburgh Park is een spoorwegstation in de Schotse hoofdstad Edinburgh. Het is gelegen aan de spoorlijnen van Edinburgh naar Dunblane en Bathgate en ook aan de Glasgow to Edinburgh via Falkirk Line. Vanaf Edinburgh Park gaan rechtstreekse treinen naar Edinburgh Haymarket en Edinburgh Waverley.
Het station ligt in een westelijke buitenwijk van Edinburgh en bedient de zakenwijk Edinburgh Park alsmede South Gyle en het winkelcentrum Hermiston Gait. In december 2003 werd het station geopend. Er zijn twee perrons, die met een voetbrug met elkaar in verbinding staan.
Glasgow Queen Street · Croy · Falkirk High · Polmont · Linlithgow · Edinburgh Park · Haymarket · Edinburgh Waverley